# A Sebaj Tóbiás epizódjainak listája
Ez a lista a Sebaj Tóbiás című magyar gyurmafilmsorozat epizódjait tartalmazza.

## Első évad (1982-83)
|  | Ez a szakasz egyelőre üres vagy erősen hiányos. Segíts te is a kibővítésében! |

|  | Ez a szakasz egyelőre üres vagy erősen hiányos. Segíts te is a kibővítésében! |

|  | Ez a szakasz egyelőre üres vagy erősen hiányos. Segíts te is a kibővítésében! |

|  | Ez a szakasz egyelőre üres vagy erősen hiányos. Segíts te is a kibővítésében! |

|  | Ez a szakasz egyelőre üres vagy erősen hiányos. Segíts te is a kibővítésében! |

|  | Ez a szakasz egyelőre üres vagy erősen hiányos. Segíts te is a kibővítésében! |

|  | Ez a szakasz egyelőre üres vagy erősen hiányos. Segíts te is a kibővítésében! |

|  | Ez a szakasz egyelőre üres vagy erősen hiányos. Segíts te is a kibővítésében! |

|  | Ez a szakasz egyelőre üres vagy erősen hiányos. Segíts te is a kibővítésében! |

|  | Ez a szakasz egyelőre üres vagy erősen hiányos. Segíts te is a kibővítésében! |

|  | Ez a szakasz egyelőre üres vagy erősen hiányos. Segíts te is a kibővítésében! |

|  | Ez a szakasz egyelőre üres vagy erősen hiányos. Segíts te is a kibővítésében! |

|  | Ez a szakasz egyelőre üres vagy erősen hiányos. Segíts te is a kibővítésében! |

## Második évad (1984)
|  | Ez a szakasz egyelőre üres vagy erősen hiányos. Segíts te is a kibővítésében! |

|  | Ez a szakasz egyelőre üres vagy erősen hiányos. Segíts te is a kibővítésében! |

|  | Ez a szakasz egyelőre üres vagy erősen hiányos. Segíts te is a kibővítésében! |

|  | Ez a szakasz egyelőre üres vagy erősen hiányos. Segíts te is a kibővítésében! |

|  | Ez a szakasz egyelőre üres vagy erősen hiányos. Segíts te is a kibővítésében! |

|  | Ez a szakasz egyelőre üres vagy erősen hiányos. Segíts te is a kibővítésében! |

|  | Ez a szakasz egyelőre üres vagy erősen hiányos. Segíts te is a kibővítésében! |

|  | Ez a szakasz egyelőre üres vagy erősen hiányos. Segíts te is a kibővítésében! |

|  | Ez a szakasz egyelőre üres vagy erősen hiányos. Segíts te is a kibővítésében! |

|  | Ez a szakasz egyelőre üres vagy erősen hiányos. Segíts te is a kibővítésében! |

|  | Ez a szakasz egyelőre üres vagy erősen hiányos. Segíts te is a kibővítésében! |

|  | Ez a szakasz egyelőre üres vagy erősen hiányos. Segíts te is a kibővítésében! |

|  | Ez a szakasz egyelőre üres vagy erősen hiányos. Segíts te is a kibővítésében! |